# Ebbe Rydén
Sigurd Evald Ebbe Rydén (i riksdagen kallad Rydén i Örebro), född 7 mars 1907 i Bollnäs, död 20 juni 1987 i Örebro, var en svensk affärsman och politiker (folkpartist).
Ebbe Rydén, som kom från en tjänstemannafamilj, tog examen vid Handelshögskolan i Stockholm 1928 och blev 1933 direktörsassistent vid skoföretaget Oscaria i Örebro. Från 1948 var han verkställande direktör för Skohandelns inköpsförening, Sko-IFA.
Han var riksdagsledamot i andra kammaren för Örebro läns valkrets från 1957 till den 28 november 1962. I riksdagen var han bland annat suppleant i bevillningsutskottet 1957-1962. Han var särskilt aktiv i näringspolitiska frågor. 1974-1976 var han ordförande i Örebro kommunfullmäktige.